# Conseil des syndicats nordiques
Le Conseil des syndicats nordiques  (NFS) est une fédération syndicale régionale fondé en 1972. Il représente 9 millions de membres issus de 16 syndicats nationaux des Pays nordiques et entretient des liens étroits avec le Réseau syndical de la mer Baltique (BASTUN). La tâche principale du NFS est de coordonner les activités syndicales dans les pays nordiques, notamment en ce qui concerne l'emploi, la politique économique et différentes questions sociales. Le secrétaire général, depuis 2014, est Magnus Gissler,. 

## Affilié
| Affiliate                                                     | Abbreviation | Country    |
| ------------------------------------------------------------- | ------------ | ---------- |
| Organisation centrale des syndicats finlandais                | SAK          | Finlande   |
| Confédération des employés municipaux et de l'État            | BSRB         | Islande    |
| Confédération des syndicats professionnels (Norvège)          | UNIO         | Norvège    |
| Confédération des syndicats d'employés (Norvège)              | YS           | Norvège    |
| Organisation centrale des diplômés                            | AC           | Danemark   |
| Danish Trade Union Confederation                              | FH           | Danemark   |
| Confédération finlandaise des salariés                        | STTK         | Finlande   |
| Fédération islandaise du travail                              | ASÍ          | Islande    |
| Icelandic Confederation of University Graduates               | BHM          | Islande    |
| Landsorganisasjonen i Norge                                   | LO           | Norvège    |
| Samtak                                                        | Samtak       | Îles Féroé |
| National Confederation of Trade Unions of Greenland           | SIK          | Groenland  |
| Organisation centrale des travailleurs intellectuels de Suède | SACO         | Suède      |
| Organisation centrale des employés                            | TCO          | Suède      |
| Confédération des syndicats suédois                           | LO           | Suède      |

## Secrétaire général
| Années | Secrétaire général  |
| ------ | ------------------- |
| 1981   | John Svenningsen    |
| 1989   | Sune Ahlen          |
| c.2000 | Tom Saxén           |
| 2011   | Loa Brynjulfsdottir |
| 2013   | Christina Colclough |
| 2014   | Magnus Gissler      |